# Two Girls on Broadway
 Two Girls on Broadway és una pel·lícula musical americana de S. Sylvan Simon, estrenada el 1940.

## Argument
Queenie i Hank són dues germans que busquen triomfar a Broadway com a cantants i ballarines. Queenie s'enamora d'Eddie Kearns, però ell prefereix Hank, i es fan parella. Amb l'ajuda d'Eddie comencen una carrera als escenaris de vodevil.
El primer gran musical de la història del cinema (acabat d'estrenat el cinema sonor, el 1927).

## Repartiment
- Lana Turner: Patricia 'Pat' Mahoney
- Joan Blondell: Molly Mahoney
- George Murphy: Eddie Kerns
- Kent Taylor: 'Chat' Chatsworth
- Richard Lane: Buddy Bartell
- Wallace Ford: Jed Marlowe
- Otto Hahn: Ito
- Lloyd Corrigan: Jutge Hennessey
- Don Wilson: M. Boyle
- Charles Wagenheim: Harry

## Producció
La pel·lícula va ser la primera pel·lícula de Joan Blondell per la MGM. A l'època de producció, Lana Turner era anomenada ''La noia de qui tots estan parlant! preciosa Lana, la foguera rossa d'Amèrica, en el seu paper més calent, més atrevit '' Sent al mig d'una carrera altament publicitada, Turner estava en posició de reclamar superiors emoluments, fins i tot essent menys experimentada que la seva coprotagonista.

## Rebuda
La pel·lícula va rebre ressenyes mixtes, amb la majoria de crítics queixant-se de la trama que queda en un segon lloc en el show de la Turner. Un crític de The New York Times va escriure: "Amb Lana Turner que representa preeminentment en la realització, és força segur pronosticar que cap del patrons preguntarà on i quan han vist Two Girls on Broadway abans ."
D'altra banda, Turner va ser elogiada pel seu talent musical, una crítica que descriu les seves habilitats de ball amb "precisió i gràcia". Un crític del Hollywood Reporter fins i tot va escriure que hauria de fer equip amb Fred Astaire.

### Box office
Segons dades de la MGM la pel·lícula va guanyar 475.000 dòlars als EUA i Canadà i 198.000 a la resta del món, resultant un benefici de 12.000$.